# هفته آگاهی از مغز
هفته آگاهی از مغز (انگلیسی: Brain Awareness Week) یک پویش جهانی در راستای افزایش آگاهی جامعه در خصوص روند و اهمیت تحقیقات در رابطه با مغز است. این برنامه هر سال ، تلاش های سازمان های همکار در حوزه مغز از سراسر جهان را در جشن یک هفته ای در مورد مغز در اواسط ماه مارس گردآوری می کند. این برنامه در سال 1995 توسط بنیاد دانا (انگلیسی: Dana Foundation) بنیان گذاری شد و هر سال توسط بنیاد دانا هماهنگ می شود. 
مهم ترین همکاران این برنامه عبارتند از : انجمن علوم اعصاب  (انگلیسی: Society for Neuroscience) ، فدراسیون انجمن های علوم اعصاب اروپا (انگلیسی: Federation of European Neuroscience Societies) و سازمان بین المللی تحقیقات مغز (انگلیسی: International Brain Research Organization). 

## برنامه ها
برنامه هایی که در این هفته برگزار می شوند عبارتند از : سخنرانی ، میز گرد ، اردو های آزمایشگاه های علوم اعصاب ، نمایشگاه های هنری ، نمایشگاه مغز و برنامه های درسی برای دانش آموزان.

## حامیان
این برنامه توسط دانشگاه های مهم علوم اعصاب و نشریه های علوم اعصاب و انجمن های ملی  و دانش آموزی در کشور های مختلف حمایت می شود.

## تاریخچه
هفته جهانی آگاهی از مغز در اواسط ماه مارس برگزار می شود تاریخ دقیق این برنامه در سال های گذشته  :
- 2024 : March 11-17[۴] مطابق با 21 - 27 اسفند 1402 شمسی
- 2023 : March 13-19[۵] مطابق با 22 - 28 اسفند 1401 شمسی